# Gioacchino La Lomia
Gioacchino da Canicattì, al secolo Gaetano La Lomia (Canicattì, 3 marzo 1831 – Canicattì, 30 luglio 1905), è stato un presbitero e missionario italiano appartenente all'Ordine dei frati minori cappuccini.
Il 23 aprile 2002 papa Giovanni Paolo II lo ha proclamato venerabile.

## Biografia

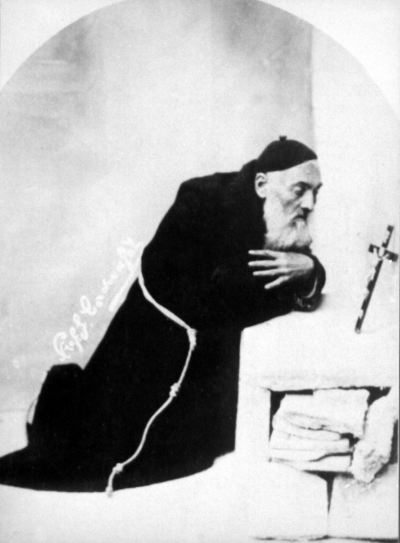
Padre Gioacchino La Lomia

Nato a Canicattì da don Nicolò e da donna Eleonora, dei baroni La Lomia, fu battezzato con il nome di Gaetano. Entrò, nel 1852, nella famiglia dei Cappuccini a Palermo con il nome di Gioacchino Fedele e fu ordinato sacerdote nel 1855.
Missionario apostolico nella foresta amazzonica del Brasile per dodici anni, fonda, insieme ad altri confratelli, ben tredici villaggi, dedicandosi all'evangelizzazione e alla promozione umana e culturale. Rientrato in Italia nel 1880, fonda il convento dei cappuccini di Canicattì annesso alla chiesa della Madonna della Rocca.
Povero tra i poveri, fu celebre per i miracoli attribuiti alla sua intercessione. La sua umiltà e il suo carisma furono riconosciuti da molti siciliani e dall'imperatore Pietro II del Brasile, di cui divenne confessore.

## Culto
La devozione per padre Gioacchino è molto diffusa in modo particolare a Canicattì, sua città natale, ma anche in altri comuni vicini.
Il processo di beatificazione ebbe inizio nel 1928 nella diocesi di Agrigento e da quel momento padre Gioacchino assunse il titolo di Servo di Dio; l'arcivescovo Giovanni Battista Peruzzo supervisionò la fase informativa dell'inchiesta diocesana dal 1949 fino alla sua chiusura, nel 1951. I documenti e le altre informazioni raccolte furono inviati dalla diocesi alla Congregazione dei Riti, ma la causa rimase bloccata per un po' di tempo fino a quando la Congregazione per le Cause dei Santi iniziò ad analizzare i documenti e, il 26 aprile 1985, rese valido il processo informativo.
Il 23 aprile 2002, nella Sala Clementina del Vaticano, Giovanni Paolo II lo ha proclamato Venerabile.

## Nella musica e nella letteratura

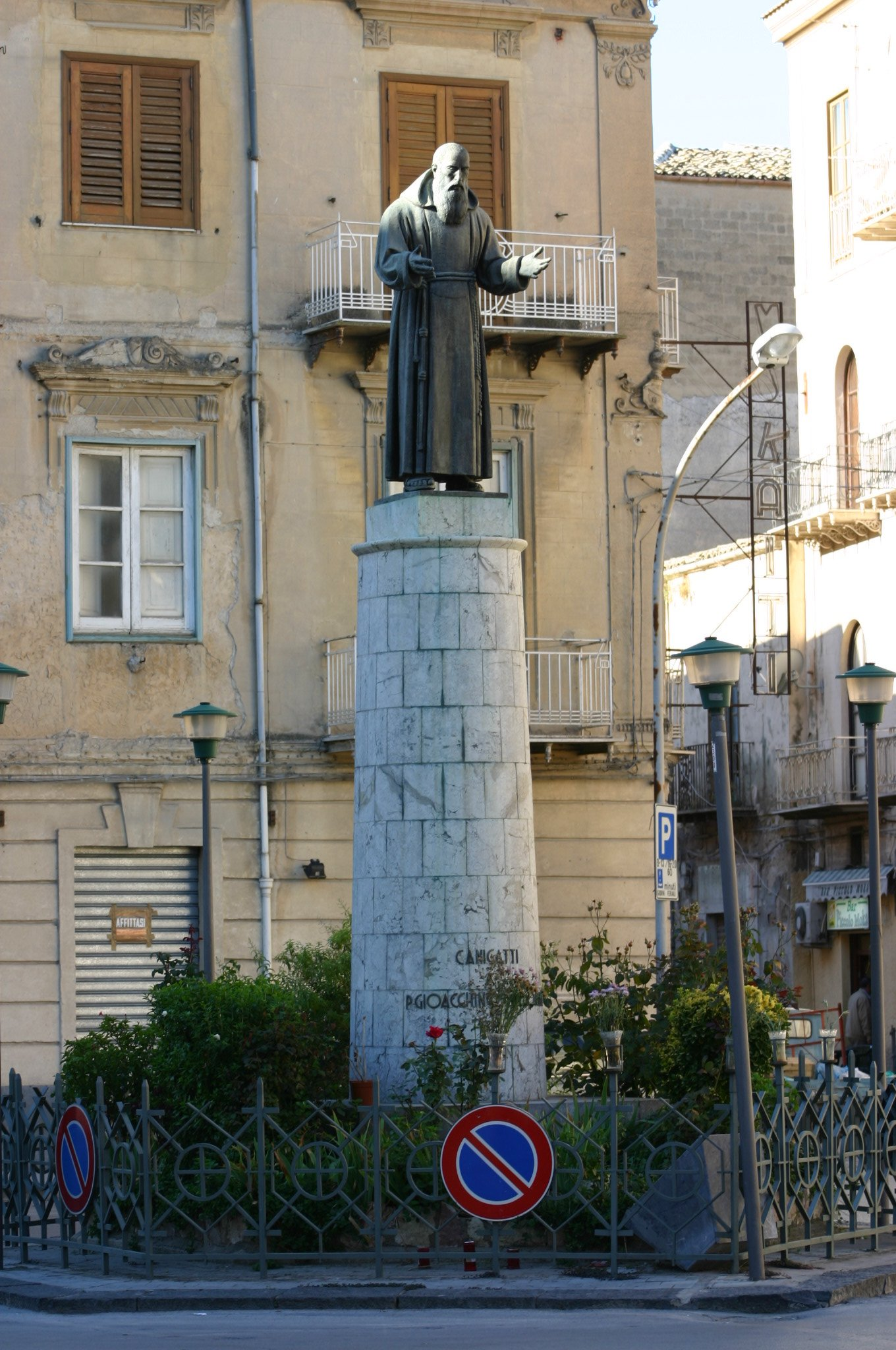
Monumento a Padre Gioacchino

Nel 1970 fu scritto il libro "Padre Gioacchino La Lomia. Vita - Apostolato - Miracoli" dal canicattinese Pietro Candiano, pubblicato dall'ATEC (Azienda Tipografica Editoriale Canicattinese).
All'incirca nello stesso periodo venne registrata in Sicilia, dall'orchestra diretta dal Maestro Giuseppe Butticè e con la voce di Cesare d'Ambra, "la Canzone di Padre Gioacchino".                                          
Nel 2012 Gaetano Augello ha pubblicato una biografia dal titolo Gioacchino La Lomia - Il frate degli ultimi presso le Edizioni Cerrito di Canicatti'.

## Curiosità
Il barone Agostino La Lomia era nipote di padre Gioacchino.

## Galleria d'immagini

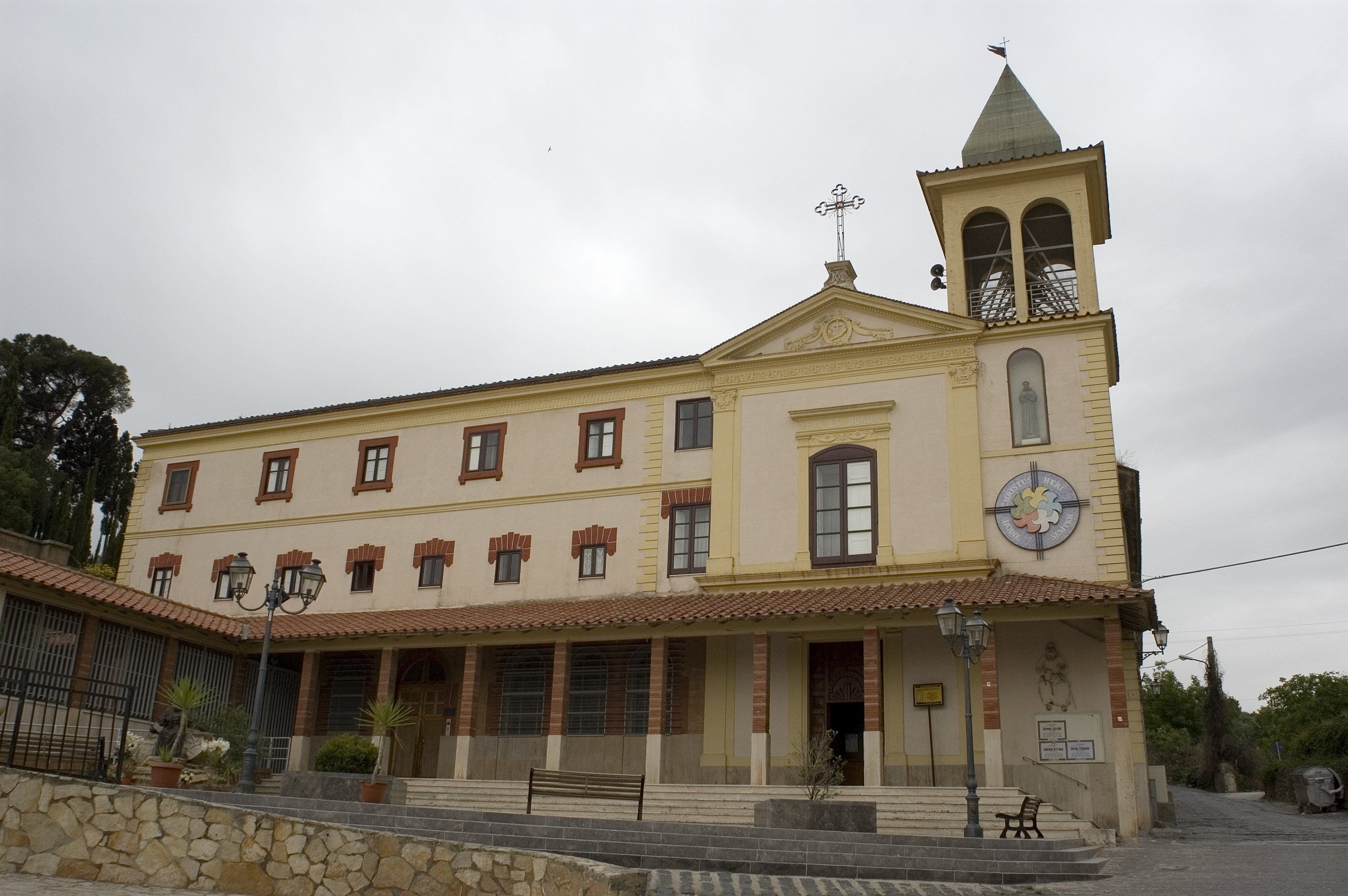
Chiesa Madonna della Rocca
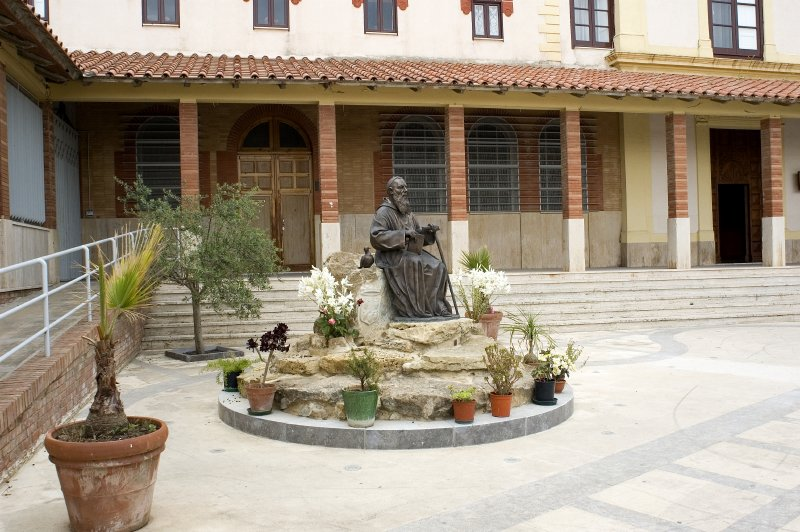
Chiesa Madonna della Rocca esterno
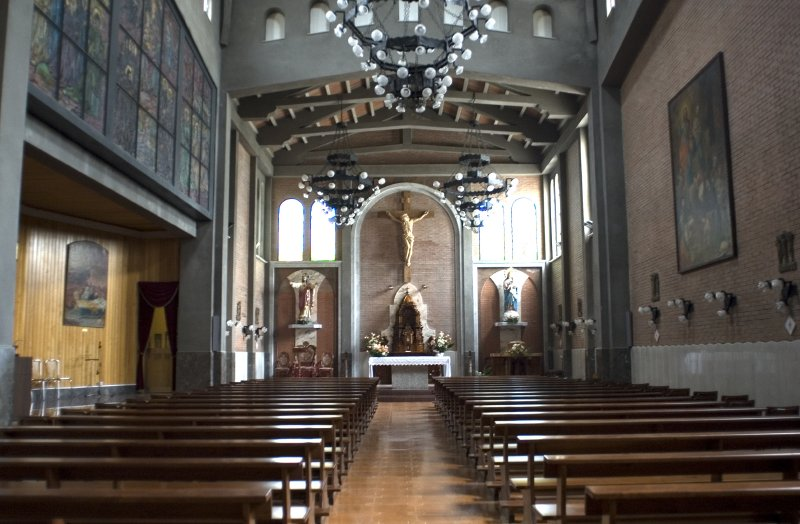
Chiesa Madonna della Rocca interno
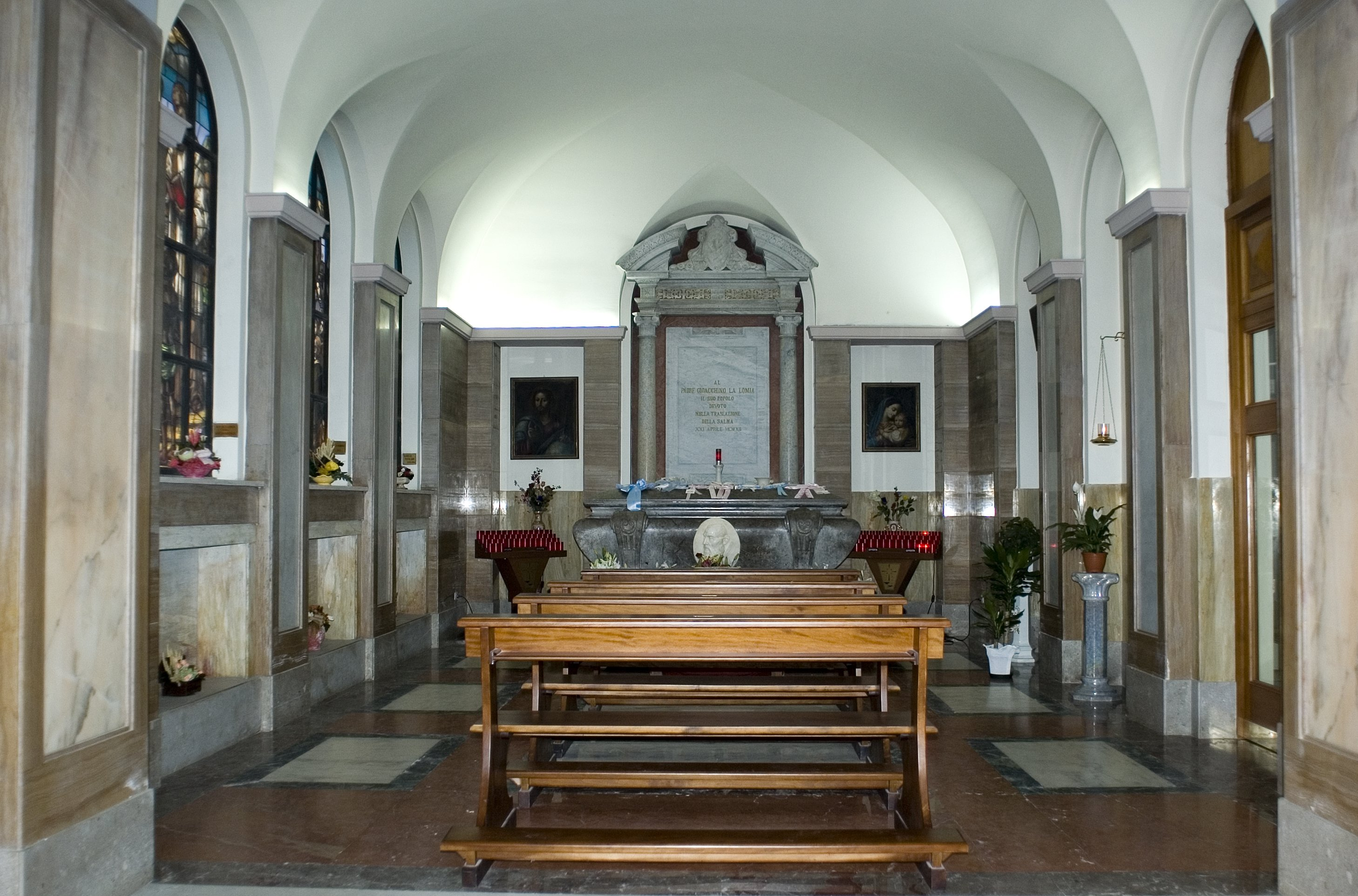
Cappella P. Gioacchino
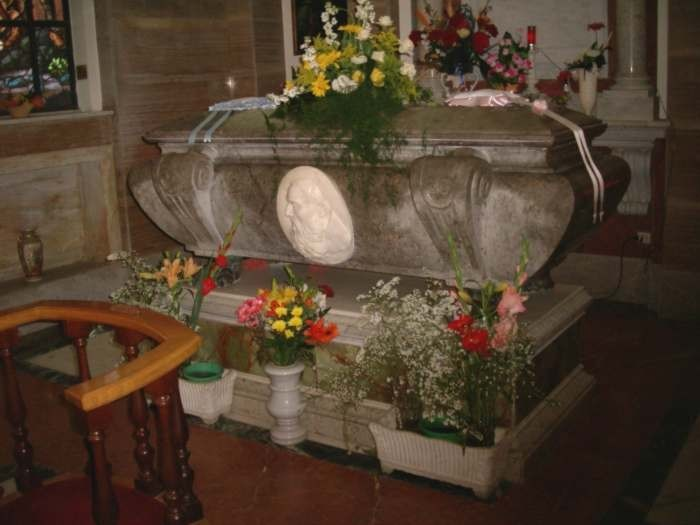
Chiesa Madonna della Rocca
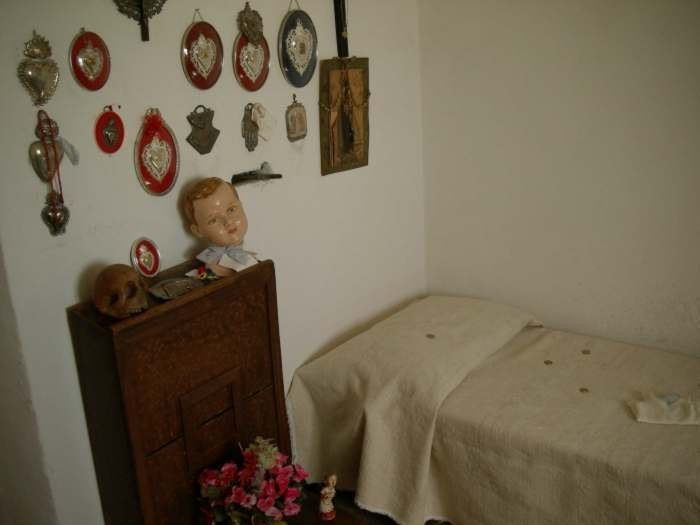
Chiesa Madonna della Rocca - Cella P. Gioacchino